# Wschodni Skorpion
"Wschodni Skorpion" (niem "Skorpion Ost", ros. "Восточный скорпион") – niemiecka operacja propagandowa na froncie wschodnim pod koniec II wojny światowej
Operacja została przeprowadzona w okresie wrzesień - październik 1944 r. w pasie działań Grupy Armii "Północna Ukraina". Były w nią zaangażowane kompanie propagandowe Wehrmachtu i SS-Standarte Kurt Eggers, a także oddziały propagandowe Rosyjskiej Armii Wyzwoleńczej (ROA). Siły te liczyły ogółem ok. 1,5 tys. ludzi. Mieli oni na wyposażeniu 16 mobilnych stacji radiowych, pojazd typograficzny, przenośną stację transmisyjną o mocy 80 kilowatów i 2 stacjonarne radiostacje. Pomimo trudności wojennych lotnictwo wydzieliło pewną liczbę samolotów na potrzeby zrzucania materiałów propagandowych. Celem operacji było zdemoralizowanie jak największej liczby oddziałów Armii Czerwonej na południowym odcinku frontu wschodniego. Z powodu ofensywy Armii Czerwonej operacja, pomimo częściowych sukcesów, musiała zostać zakończona.